# Rothesay Classic 2024 - Qualificazioni singolare
Le qualificazioni del singolare del Rothesay Classic 2024 sono un torneo di tennis preliminare per accedere alla fase finale della manifestazione disputate il 15 e 16 giugno 2024. Le vincitrici dell'ultimo turno entreranno di diritto nel tabellone principale. In caso di ritiro di una o più giocatrici aventi diritto a queste sono subentrate le Lucky loser, ossia le giocatrici che perderanno nell'ultimo turno ma che avevano una classifica più alta rispetto alle altre partecipanti che avevano comunque perso nel turno finale.

## Teste di serie
1. Ana Bogdan (primo turno, ritirata)
2. Caroline Dolehide (ultimo turno, lucky loser)
3. Cristina Bucșa (ultimo turno)
4. Ashlyn Krueger (primo turno, ritirata)
5. Varvara Gracheva (primo turno)
6. Wang Yafan (primo turno)

1. Viktorija Golubic (qualificata)
2. Moyuka Uchijima (qualificata)
3. Katie Volynets (ultimo turno)
4. Elina Avanesjan (qualificata)
5. Camila Osorio (qualificata)
6. Daria Saville (qualificata)

## Qualificate
1. Viktorija Golubic
2. Elina Avanesjan
3. Daria Saville

1. Camila Osorio
2. Moyuka Uchijima
3. Amelia Rajecki

## Lucky loser
1. Caroline Dolehide

## Tabellone

### Legenda
| - Q = Qualificato - WC = Wild card - LL = Lucky loser | - ALT = Alternate - SE = Special Exempt - PR = Protected Ranking | - w/o = Walkover - r = Ritirato - d = Squalificato |

### Sezione 1
|  | Primo turno | Primo turno       | Primo turno       | Primo turno       | Primo turno |  |  | Ultimo turno | Ultimo turno      | Ultimo turno | Ultimo turno | Ultimo turno |  |
|  |             |                   |                   |                   |             |  |  |              |                   |              |              |              |  |
|  | 1           | Ana Bogdan        | Ana Bogdan        | Ana Bogdan        |             |  |  |              |                   |              |              |              |  |
|  |             | Linda Fruhvirtová | Linda Fruhvirtová | Linda Fruhvirtová | w/o         |  |  |              | Linda Fruhvirtová | 7            | 2            | 2            |  |
|  |             | Jana Fett         | Jana Fett         | 4                 | 1           |  |  | 7            | Viktorija Golubic | 5            | 6            | 6            |  |
|  | 7           | Viktorija Golubic | Viktorija Golubic | 6                 | 6           |  |  |              |                   |              |              |              |  |

### Sezione 2
|  | Primo turno | Primo turno       | Primo turno     | Primo turno | Primo turno |  |  | Ultimo turno | Ultimo turno      | Ultimo turno      | Ultimo turno | Ultimo turno |  |
|  |             |                   |                 |             |             |  |  |              |                   |                   |              |              |  |
|  | 2           | Caroline Dolehide | 6               | 3           | 6           |  |  |              |                   |                   |              |              |  |
|  |             | Eden Silva        | 3               | 6           | 3           |  |  | 2            | Caroline Dolehide | Caroline Dolehide | 1            | 4            |  |
|  |             | Emily Appleton    | Emily Appleton  | 3           | 4           |  |  | 10           | Elina Avanesjan   | Elina Avanesjan   | 6            | 6            |  |
|  | 10          | Elina Avanesjan   | Elina Avanesjan | 6           | 6           |  |  |              |                   |                   |              |              |  |

### Sezione 3
|  | Primo turno | Primo turno     | Primo turno | Primo turno | Primo turno |  |  | Ultimo turno | Ultimo turno   | Ultimo turno   | Ultimo turno | Ultimo turno |  |
|  |             |                 |             |             |             |  |  |              |                |                |              |              |  |
|  | 3           | Cristina Bucșa  | 7           | 3           | 7           |  |  |              |                |                |              |              |  |
|  |             | Emiliana Arango | 5           | 6           | 63          |  |  | 3            | Cristina Bucșa | Cristina Bucșa | 65           | 4            |  |
|  |             | Olivia Gadecki  | 4           | 6           | 1           |  |  | 12           | Daria Saville  | Daria Saville  | 7            | 6            |  |
|  | 12          | Daria Saville   | 6           | 3           | 6           |  |  |              |                |                |              |              |  |

### Sezione 4
|  | Primo turno | Primo turno          | Primo turno          | Primo turno          | Primo turno |  |  | Ultimo turno | Ultimo turno         | Ultimo turno | Ultimo turno | Ultimo turno |  |
|  |             |                      |                      |                      |             |  |  |              |                      |              |              |              |  |
|  | 4           | Ashlyn Krueger       | Ashlyn Krueger       | Ashlyn Krueger       |             |  |  |              |                      |              |              |              |  |
|  |             | Anastasija Zacharova | Anastasija Zacharova | Anastasija Zacharova | w/o         |  |  |              | Anastasija Zacharova | 0            | 6            | 3            |  |
|  | WC          | Mika Stojsavljevic   | Mika Stojsavljevic   | 2                    | 3           |  |  | 11           | Camila Osorio        | 6            | 4            | 6            |  |
|  | 11          | Camila Osorio        | Camila Osorio        | 6                    | 6           |  |  |              |                      |              |              |              |  |

### Sezione 5
|  | Primo turno | Primo turno       | Primo turno     | Primo turno | Primo turno |  |  | Ultimo turno | Ultimo turno      | Ultimo turno | Ultimo turno | Ultimo turno |  |
|  |             |                   |                 |             |             |  |  |              |                   |              |              |              |  |
|  | 5           | Varvara Gracheva  | 6               | 2           | 3           |  |  |              |                   |              |              |              |  |
|  |             | Tereza Martincová | 3               | 6           | 6           |  |  |              | Tereza Martincová | 7            | 4            | 4            |  |
|  | WC          | Freya Christie    | Freya Christie  | 4           | 4           |  |  | 8            | Moyuka Uchijima   | 5            | 6            | 6            |  |
|  | 8           | Moyuka Uchijima   | Moyuka Uchijima | 6           | 6           |  |  |              |                   |              |              |              |  |

### Sezione 6
|  | Primo turno | Primo turno     | Primo turno     | Primo turno | Primo turno |  |  | Ultimo turno | Ultimo turno   | Ultimo turno | Ultimo turno | Ultimo turno |  |
|  |             |                 |                 |             |             |  |  |              |                |              |              |              |  |
|  | 6           | Wang Yafan      | Wang Yafan      | 65          | 6           |  |  |              |                |              |              |              |  |
|  | WC          | Amelia Rajecki  | Amelia Rajecki  | 7           | 7           |  |  | WC           | Amelia Rajecki | 6            | 65           | 6            |  |
|  | WC          | Sarah Beth Grey | Sarah Beth Grey | 4           | 1           |  |  | 9            | Katie Volynets | 3            | 7            | 4            |  |
|  | 9           | Katie Volynets  | Katie Volynets  | 6           | 6           |  |  |              |                |              |              |              |  |